# Teilbereich der Kalkkuppen-Landschaft Eschweiler Tal und angrenzende Waldflächen
Koordinaten: 50° 32′ 0″ N, 6° 40′ 37″ O
Das Naturschutzgebiet Teilbereich der Kalkkuppen-Landschaft Eschweiler Tal und angrenzende Waldflächen liegt auf dem Gebiet der Gemeinde Nettersheim im Kreis Euskirchen in Nordrhein-Westfalen.
Das aus vier Teilflächen bestehende Gebiet erstreckt sich nordöstlich der Kerngemeinde Nettersheim und nördlich, westlich und südwestlich des Nettersheimer Ortsteils Pesch. Am westlichen Rand des Gebietes und durch die südwestliche Teilfläche verläuft die A 1, am östlichen Rand die L 206 und westlich die L 115. Nördlich erstreckt sich das 90,9 ha große Naturschutzgebiet Kalkkuppenlandschaft zwischen Wachendorf und Pesch.

## Bedeutung
Das etwa 97,6 ha große Gebiet wurde im Jahr 2003 unter der Schlüsselnummer EU-129 unter Naturschutz gestellt. Schutzziele sind
- die Erhaltung und Optimierung der für die Kalkeifel charakteristischen Kalk-Buchenwälder, insbesondere des relativ großflächig ausgebildeten Orchideen-Buchenwaldes
- die Erhaltung und Entwicklung von Magerrasen einschließlich wärmbegünstigter Saum- und Kleingehölzstrukturen.[2]